# بدرية طلبة
بدرية طلبة (24 أبريل 1968 -)، ممثلة مصرية، عرفت بأدوارها المتنوعة في الأفلام والمسلسلات والمسرحيات. حصلت على إشادة واسعة لمساهماتها في الفن المصري والعربي، مما جعلها واحدة من الأسماء البارزة في مجال التمثيل.
اكتشفها المؤلف مصطفى سالم، الذي تزوجها لاحقًا، وقدمها في عمل من تأليفه «برج الأبجدية» في الموسم الثاني، إنتاج اتحاد الإذاعة والتلفزيون. وأثناء عملها بالمسرح مع الفنان سمير غانم والمنتج أحمد الإبياري في مسرحية "دو ري مي فاصوليا"، شاهدها المخرج رائد لبيب، الذي أعجب بأدائها ورشحها للعمل في البرنامج الكوميدي «حسين على الهواء». انطلقت بعد ذلك للعمل بالتلفزيون والسينما، مسطرة بذلك مسيرة مهنية ناجحة في مجال التمثيل.

## مسيرتها المهنية
اكتشفها المؤلف مصطفى سالم الذي تزوجها لاحقاً وقدمها في عمل من تأليفه «برج الأبجدية» في الموسم الثاني، إنتاج اتحاد الإذاعة والتلفزيون، وأثناء عملها بالمسرح مع الفنان سمير غانم والمنتج أحمد الإبياري في مسرحية دو ري مي فاصوليا وعندما شاهدها المخرج رائد لبيب خلالها أعجب بها ثم رشحها للعمل في البرنامج الكوميدي «حسين على الهواء» وانطلقت بعد ذلك للعمل بالتلفزيون والسينما.

## أعمالها

### الأفلام
- 2024: الملكة
- 2024: عادل مش عادل
- 2023: ساعة إجابة
- 2022 :تماسيح النيل
- 2021 : بناية هب الريح
- 2019 : الأوضة الظلمة الصغيرة
- 2019 : سفر اضطراري
- 2019 : انا عندي نص
- 2018 : سبع البرمبة
- 2018 : آسفين يا باشا
- 2018 : الديزل
- 2018 : بيكيا
- 2017 : القرموطي في أرض النار
- 2017 : سكر برة
- 2017 : يا تهدي يا تعدي
- 2017 : أمان يا صاحبي
- 2017 : تصبح على خير
- 2017 : تعويذة تو
- 2017 : فوبيا
- 2016 : أبو شنب
- 2016 : كلب بلدي
- 2016 : المشخصاتي 2
- 2015 : فزاع
- 2015 : حارة مزنوقة
- 2015 : عيال حريفة
- 2015 : الجيل الرابع 4G
- 2014 : واحد صعيدي
- 2014 : ظرف صحي
- 2014 : سالم أبو أخته
- 2014 : طمبولا
- 2014 : عمر وسلوى
- 2014 : جيران السعد
- 2014 : المواطن برص
- 2014 : جوازة ميري
- 2014 : حصلنا الرعب
- 2013 : هو فيه كده
- 2013 : كلبي دليلي
- 2013 : مسلسليكو
- 2013 : عش البلبل
- 2013 : 'سمير أبو النيل
- 2013 : 'بنت اسمها ذات
- 2012 : حصل خير
- 2012 : حظ سعيد
- 2012 : الأنسة مامي
- 2012 : مهمة في فيلم قديم
- 2012 : مستر أند مسز عويس
- 2012 : عبده موتة
- 2012 : بنات العم
- 2012 : تيتة رهيبة
- 2011 : شارع الهرم
- 2011 : على واحدة ونص
- 2011 : إي.يو.سي
- 2011 : سيما علي بابا
- 2010 : الثلاثة يشتغلونها
- 2010 : لا تراجع ولا استسلام
- 2009 : بوبوس
- 2008 : كباريه
- 2008 : الحكاية فيها منة
- 2008 : الدادة دودي
- 2007 : أحلام الفتى الطايش
- 2007 : شيكامارا
- 2006 : لخمة راس
- 2005 : بوحه
- 2005 : حمادة يلعب
- 2005 : علي سبايسي
- 2005 : زكي شان
- 2005 : ملاكي إسكندرية
- 2004 : صايع بحر
- 2004 : خالتي فرنسا

### المسرحيات
- 2019 : عودة ريا وسكينة [6] مع (داود حسين وهيا الشعيبي)
- 2015 : بدرية اتخطفت [7]
- 2014 : قروب بو خلي [8] مع (خالد العجيرب وعلاء مرسي)
- 2013 : حبيبي المضروب [9] مع (صلاح عبد الله وإدوارد (ممثل) وأحمد رزق ومي سليم)
- 2001 : دو ري مي فاصوليا (مسرحية) [10] مع (سمير غانم وغسان مطر وميمي جمال وطلعت زكريا)
- 1998 : أنا ومراتي ومونيكا [11] مع (سمير غانم ونرمين الفقي ومحمود القلعاوي وطلعت زكريا)
- 1992 : واد عفريت [12] مع (محمد نجم ومحمود القلعاوي)
- 1990 : تصبح على خير يا حبة عينى [13] مع (محمد عوض ويونس شلبي وحسن يوسف (ممثل) وشهيرة)

### المسلسلات التلفزيونية
- 2022:أمينة حاف 2
- 2021:اللي مالوش كبير
- 2020 : سكر زيادة
- 2020 : البرنس
- 2019 : انا عندي نص
- 2019 : حشمت في البيت الأبيض
- 2019 : شقة فيصل [14] مع (كريم محمود عبد العزيز وأيتن عامر وصلاح عبد الله)
- 2020 : فلانتينو [15] مع (عادل إمام ودلال عبد العزيز وداليا البحيري)
- 2019 : أنا عندي نص [16] مع (سعاد عبد الله وشجون الهاجري وسليمان الياسين)
- 2018 : نسر الصعيد [17] مع (محمد رمضان ووفاء عامر ودرة)
- 2018 : ربع رومي [18] مع (مصطفى خاطر ومحمد سلام وهالة فاخر)
- 2018 : الوصية [19] مع (أكرم حسني وأحمد أمين وريم مصطفى)
- 2018 : 30 ليلة وليلة [20] مع (سعد الصغير وحسن حسني وشيماء سيف)
- 2018 : عزمي وأشجان [21] مع (حسن الرداد وإيمي سمير غانم وسمير غانم)
- 2017 : عائلة حاحا [22] مع (طلعت زكريا ونادية العراقية وعبد الله مشرف)
- 2017 : الطوفان [23] مع (ماجد المصري ووفاء عامر وفتحي عبد الوهاب)
- 2017 : ريّح المدام [24] مع (أحمد فهمي (ممثل) وأكرم حسني ومي عمر)
- 2017 : هربانة منها [25] مع (ياسمين عبد العزيز ومصطفى خاطر وفادية عبد الغني)
- 2016 : صد رد [26] مع (علي ربيع ومحمد أنور ومحمد عبد الرحمن)
- 2015 : الكابوس [27] مع (غادة عبد الرازق وكريم محمود عبد العزيز وأحمد راتب)
- 2015 : يوميات زوجة مفروسة أوي (ج1) [28] مع (داليا البحيري وخالد سرحان وسمير غانم)
- 2015 : لما تامر ساب شوقية [29] مع (مي كساب ونضال الشافعي ورجاء الجداوي)
- 2014 : فيفا أطاطا[30] مع (محمد سعد وإيمي سمير غانم وعبد الرحمن أبو زهرة)
- 2014 : إمبراطورية مين [31] مع (هند صبري ومحمد شاهين وعزت أبو عوف)
- 2014 : الكبير أوي 4 [32] مع (أحمد مكي ودنيا سمير غانم وسارة سلامة)
- 2013 : بنت اسمها ذات (مسلسل) [33] مع (نيللي كريم وباسم سمرة وأحمد كمال)
- 2013 : مسلسليكو [34] مع (ضياء عبد الخالق ومحمود يوسف ومحمد هنيدي)
- 2013 : مزاج الخير [35] مع (مصطفى شعبان ودرة وعلا غانم)
- 2013 : في غمضة عين [36] مع (داليا البحيري وأنغام ومحمد الشقنقيري)
- 2013 : الزوجة الثانية [37] مع (عمرو عبد الجليل وعمرو واكد وعلا غانم)
- 2013 : جوز ماما ج3 [38] مع (هالة صدقي ورجاء الجداوي وهاني رمزي)
- 2012 : همي همك 4 [39] مع (سعيد صالح)
- 2012 : 9 جامعة الدول [40] مع (خالد صالح وبثينة رشوان وهبة مجدي)
- 2012 : أم الصابرين مع (رانيا محمود ياسين وطارق الدسوقي وأحمد هارون)
- 2012 : سيدنا السيد مع (جمال سليمان وأحمد الفيشاوي وحسن القناوي)
- 2011 : الكبير أوي 2 مع (أحمد مكي ودنيا سمير غانم وبيومي فؤاد)
- 2011 : بنات شقية مع (نسمة محمود ونهى العدل وأمل أبو رجيلة)
- 2011 : جوز ماما مين ج2 مع (سمير غانم ورجاء الجداوي وهالة صدقي)
- 2011 : مسألة كرامة مع (غادة نافع ويوسف داوود ويوسف فوزي)
- 2011 : تلك الليلة مع (حسين فهمي وحنان سليمان وسميرة عبد العزيز)
- 2010 : نعم مازلت آنسة مع (إلهام شاهين ومنة فضالي ونشوى مصطفى)
- 2009 : أبو ضحكة جنان مع (أشرف عبد الباقي ومحمد ريحان وصلاح عبد الله)
- 2009 : قانون المراغي مع (خالد الصاوي وغادة عبد الرازق وأنوشكا)
- 2009 : أبو العريف مع (فريد عبد الستار ولطفي لبيب وإنعام سالوسة)
- 2008 : قمر مع (فيفي عبده وحسن الأسمر وفتوح أحمد)
- 2008 : العمدة هانم مع (صابرين وأحمد بدير وعلاء مرسي)
- 2008 : 7 شارع السعادة مع (أشرف عبد الباقي وهنا شيحة وأحمد راتب)
- 2008 : معكم على الهواء هايم عبد الدايم مع (سمير غانم وطلعت زكريا ورانيا يوسف)
- 2007 : رجل غني فقير جدا مع (محمد صبحي ووفاء صادق ومحمد أبو داوود)
- 2007 : حاسبوا منه مع (عمر الإبياري وأميرة العايدي وحجاج عبد العظيم)
- 2007 : أولاد عزام مع (هشام عبد الحميد ومحمد رياض وسوسن بدر)
- 2007 : امرأة في شق الثعبان مع (حسن حسني وميمي جمال وسعيد طرابيك)
- 2007 : صرخة أنثى مع (داليا البحيري وطارق لطفي وإياد نصار)
- 2007 : أصعب قرار مع (رشوان توفيق وشيرين سيف النصر وعبير صبري)
- 2007 : أحلامك أوامر مع (ماجدة زكي وصلاح عبد الله وريم البارودي)
- 2006 : مطعم تشي توتو (المطعم) مع (فاروق الفيشاوي وسمير غانم وكريمة مختار)
- 2006 : مباراة زوجية مع (أحمد راتب ونادية رشاد وأحمد خليل)
- 2006 : اشباح المدينة مع (علا غانم وعمرو واكد وعزت أبو عوف)
- 2006 : أحلام لا تنام مع (نبيل الحلفاوي وجمال إسماعيل ورشوان توفيق)
- 2006 : شخلول مع (أشرف عبد الباقي وغادة نافع وسعيد عبد الغني)
- 2005 : أنا وهؤلاء مع (محمد صبحي وداليا مصطفى وجميل راتب)
- 2005 : سوق الزلط مع (جومانا مراد ومصطفى فهمي وفادية عبد الغني)
- 2004 : حدث في الهرم مع (حسين القاضي وعمر الإبياري وهادي الجيار)
- 2004 : وهج الصيف مع (محمود مرسي وجميل راتب وكمال أبو رية)
- 2003 : الحقيقة والسراب مع (فيفي عبده ويوسف شعبان ومي عز الدين)
- 2003 : ملفات سرية مع (محمود عبد الغفار وكمال أبو رية وعبد العزيز مخيون)
- 2002 : إنسى اللي فات يا فرحات مع (سمير غانم ودلال عبد العزيز ونهال عنبر)

### المسلسلات الأذاعية
- 2018 : دوخيني يا لمونة [41] مع (ياسمين عبد العزيز وكريم محمود عبد العزيز وأشرف زكي)
- 2018 : الكابو [42] مع (شيماء سيف ومحمود الليثي وساندي)
- 2016 : العملية صهلله [43] مع (محمود عبد العزيز وسمير غانم ومحمد محمود عبد العزيز)

### برامج تلفزيونية
- 2014 : أسعد الله مساءكم مع (أكرم حسني وبيومي فؤاد وتامر فرج)
- 2011 : ناشرة الأخبار
- 2003 : بهلول ولسان العصفور مع (إسماعيل فرغلي ومحمود عزب وحجاج عبد العظيم)
- 2001 : حسين على الهوا مع (حسين الإمام وإسماعيل فرغلي)

### سيت كوم
- 2019 : حشمت في البيت الأبيض مع (بيومي فؤاد وأسماء جلال وإسلام جمال)
- 2015 : راجل وست ستات (ج9) مع (أشرف عبد الباقي وأحمد حاتم وإيهاب فهمي)
- 2014 : عفاريت محرز مع (سعد الصغير وطلعت زكريا وأحمد راتب)
- 2014 : عائلة أبو حديد مع (نشوى مصطفى ورجاء الجداوي وعلاء زينهم)
- 2013 : أحلى أيام مع (طارق الإبياري وأحمد حاتم وريهام حجاج)
- 2012 : عروسة ياهوو مع (مي سليم وأحمد حلاوة وأحمد الحلواني)
- 2012 : الحلنجي مع (مجدي فكري ومحمد عيد وسعيد صالح)
- 2011 : فندق سبع نجوم مع (علاء مرسي وميمي جمال وسعيد طرابيك)
- 2011 : راجل وست ستات (ج8) مع (أشرف عبد الباقي وإنعام الجريتلي ومها أبو عوف)
- 2010 : دندوش بيأجر مفروش مع (داليا مصطفى وريكو وعلاء مرسي)
- 2010 : نص أنا نص هو مع (عبلة كامل ومحمد وفيق وعبير صبري)
- 2010 : راجل وست ستات (ج7) مع (أشرف عبد الباقي وإنتصار ولقاء الخميسي)
- 2010 : راجل وست ستات (ج6) مع (أشرف عبد الباقي وصلاح عبد الله ولقاء الخميسي)
- 2009 : نوسة وبسبوسة مع (مها أحمد وإيمان السيد ونادية العراقية)
- 2009 : راجل وست ستات (ج4) مع (أشرف عبد الباقي ومنة عرفة ومها أبو عوف)
- 2009 : الاخوه كرامه عوف مع (وائل علاء وعمرو عمروسي وفتحي سعد)
- 2008 : راجل وست ستات (ج3) مع (أشرف عبد الباقي ولقاء الخميسي وسامح حسين)
- 2008 : رست هاوس مع (ماجد المصري وإيمي سمير غانم ومحمد لطفي)
- 2008 : كوافير أشواق مع (ميمي جمال ومحمد أبو داوود وحسام داغر)
- 2007 : راجل وست ستات (ج1) مع (لقاء الخميسي وسامح حسين وأشرف عبد الباقي)
- 2007 : تامر وشوقية ج2 مع (أحمد مكي ومي كساب وأحمد الفيشاوي)
- فكك مني مع (محمد نصر وأحمد سعيد وهديل البدري)

## الحياة الشخصية
بدرية طلبة متزوجة من المؤلف مصطفى سالم، وهو زواج لعب دورًا مهمًا في تطور مسيرتها المهنية. إلى جانب علاقتهما المهنية والشخصية، فإن لدى بدرية ومصطفى ابنتين. يُظهر هذا الجانب من حياتها الشخصية كيف تجمع بين مسؤولياتها كأم وزوجة مع متطلبات مهنتها في التمثيل.

## وصلات خارجية
- بدرية طلبة على موقع IMDb (الإنجليزية)
- بدرية طلبة على موقع الدهليز
- بدرية طلبة على موقع قاعدة بيانات الأفلام العربية